# Société Théosophique d'Orient et d'Occident
De Société Théosophique d'Orient et d'Occident  was de Franse afdeling van de Theosofische Vereniging, maar onafhankelijk. De Société Théosophique d'Orient et d'Occident werd in 1884 opgericht door Lady Caithness.
Bekende leden van deze vereniging waren:
- Charles Richet (1850-1935), winnaar van de Nobelprijs voor de geneeskunde
- Charles Wagner (1852-1918), filosoof
- Edouard Schuré (1841-1929), auteur
- Albert Jounet, Kabbalistisch auteur